# Issoria smaragdifera
Issoria smaragdifera är en fjärilsart som beskrevs av Butler 1895. Issoria smaragdifera ingår i släktet Issoria och familjen praktfjärilar. Inga underarter finns listade i Catalogue of Life.